# Union Lookout
L'Union Lookout – ou Trail of Tears Lookout – est une tour de guet dans le comté d'Union, dans l'Illinois, aux États-Unis. Situé à 183 mètres d'altitude, il est protégé au sein de la Trail of Tears State Forest. Construit par le Civilian Conservation Corps en 1934 ou 1935, il est inscrit au Registre national des lieux historiques depuis le 5 février 2003.